# China Open (теніс) 2017
Відкритий чемпіонат Китаю з тенісу 2017 — тенісний турнір, що проходив на відкритих кортах з твердим покриттям National Tennis Center у Пекіні (Китай). Це був 19-й за ліком China Open серед чоловіків і 21-й - серед жінок. Належав до категорії 500 у рамках Туру ATP 2017, а також категорії Premier Mandatory в рамках Туру WTA 2017. Тривав з 2 до 8 жовтня 2017 року.

## Очки і призові

### Нарахування очок
| Дисципліна                 | П     | Ф   | ПФ  | ЧФ  | 1/8 | 1/16 | 1/32 | Q   | Q2  | Q1  |
| Чоловіки, одиночний розряд | 500   | 300 | 180 | 90  | 45  | 0    | Н/Д  | 20  | 10  | 0   |
| Чоловіки, парний розряд    | 500   | 300 | 180 | 90  | 0   | Н/Д  | Н/Д  | Н/Д | Н/Д | Н/Д |
| Жінки, одиночний розряд    | 1,000 | 650 | 390 | 215 | 120 | 65   | 10   | 30  | 20  | 2   |
| Жінки, парний розряд       | 1,000 | 650 | 390 | 215 | 120 | 10   | Н/Д  | Н/Д | Н/Д | Н/Д |

### Призові гроші
| Дисципліна                 | П          | Ф        | ПФ       | ЧФ       | 1/8     | 1/16    | 1/32    | Q2     | Q1     |
| Чоловіки, одиночний розряд | $652,370   | $319,825 | $160,930 | $81,845  | $42,505 | $22,415 | Н/Д     | $5,160 | $2,630 |
| Чоловіки, парний розряд    | $196,420   | $96,160  | $48,230  | $24,755  | $12,800 | Н/Д     | Н/Д     | Н/Д    | Н/Д    |
| Жінки, одиночний розряд    | $1,271,525 | $636,300 | $310,455 | $149,138 | $71,774 | $34,744 | $19,960 | $4,650 | $2,702 |
| Жінки, парний розряд       | $430,180   | $215,865 | $96,100  | $44,354  | $20,700 | $9,615  | Н/Д     | Н/Д    | Н/Д    |

## Учасники основної сітки в рамках чоловічого турніру

### Сіяні учасники
| Країна    | Гравець               | Рейтинг1 | Сіяний |
| --------- | --------------------- | -------- | ------ |
| Іспанія   | Рафаель Надаль        | 1        | 1      |
| Німеччина | Олександр Звєрєв      | 4        | 2      |
| Болгарія  | Григор Димитров       | 8        | 3      |
| Іспанія   | Пабло Карреньо Буста  | 10       | 4      |
| Іспанія   | Роберто Баутіста Аґут | 13       | 5      |
| США       | Джон Ізнер            | 17       | 6      |
| Чехія     | Томаш Бердих          | 19       | 7      |
| Австралія | Нік Киріос            | 20       | 8      |

- 1 Рейтинг подано станом на 25 вересня 2017

### Інші учасники
Нижче наведено учасників, які отримали вайлдкард на участь в основній сітці:
- Хуан Мартін дель Потро
- Wu Di
- Zhang Ze

Учасники, що потрапили до основної сітки як особливий виняток:
- Дамір Джумгур

Нижче наведено гравців, які пробились в основну сітку через стадію кваліфікації:
- Стів Дарсіс
- Марсель Гранольєрс
- Малік Джазірі
- Душан Лайович

### Відмовились від участі
До початку турніру
- Давид Феррер →його замінив  Леонардо Маєр
- Філіпп Кольшрайбер →його замінив  Андрій Рубльов
- Енді Маррей →його замінив  Джаред Доналдсон
- Жо-Вілфрід Тсонга →його замінив  Ян-Леннард Штруфф

### Знялись
- Аляж Бедене
- Стів Дарсіс

## Учасники основної сітки в парному розряді

### Сіяні пари
| Країна    | Гравець        | Країна    | Гравець      | Рейтинг1 | Сіяний |
| --------- | -------------- | --------- | ------------ | -------- | ------ |
| Фінляндія | Генрі Контінен | Австралія | Джон Пірс    | 3        | 1      |
| Польща    | Лукаш Кубот    | Бразилія  | Марсело Мело | 7        | 2      |
| Австрія   | Олівер Марах   | Хорватія  | Мате Павич   | 39       | 3      |
| Індія     | Роган Бопанна  | Уругвай   | Пабло Куевас | 45       | 4      |

- Рейтинг подано станом на 25 вересня 2017

### Інші учасники
Нижче наведено пари, які отримали вайлдкард на участь в основній сітці:
- Хуан Мартін дель Потро /  Леонардо Маєр
- Gong Maoxin /  Zhang Ze

Нижче наведено пари, що пробились в основну сітку через стадію кваліфікації:
- Веслі Колгоф /  Артем Сітак

## Учасниці основної сітки в рамках жіночого турніру

### Сіяні учасниці
Нижче подано список сіяних гравчинь. Посів визначено на основі рейтингу WTA станом на 25 вересня 2017. Рейтинг і очки перед наведено на 2 жовтня 2017.
| Сіяна | Рейтинг | Гравчиня            | Очки перед | Очки, що захищає | Очки здобуті | Очки після | Підсумок                                   |
| ----- | ------- | ------------------- | ---------- | ---------------- | ------------ | ---------- | ------------------------------------------ |
| 1     | 1       | Гарбінє Мугуруса    | 6,245      | 120              | 10           | 6,135      | 1 коло знялася проти Барбора Стрицова      |
| 2     | 2       | Сімона Халеп        | 5,645      | 120              | 650          | 6,175      | Фіналістка, її перемогла Каролін Гарсія    |
| 3     | 3       | Еліна Світоліна     | 5,640      | 390              | 215          | 5,465      | чвертьфінал, її перемогла Каролін Гарсія   |
| 4     | 4       | Кароліна Плішкова   | 5,605      | 120              | 120          | 5,605      | 3 коло, її перемогла Сорана Кирстя         |
| 5     | 6       | Каролін Возняцкі    | 4,640      | 120              | 120          | 4,640      | 3 коло, її перемогла Петра Квітова [12]    |
| 6     | 7       | Джоанна Конта       | 4,435      | 650              | 10           | 3,795      | 1 коло, її перемогла Моніка Нікулеску      |
| 7     | 9       | Світлана Кузнецова  | 4,115      | 120              | 10           | 4,005      | 1 коло, її перемогла Лара Арруабаррена [Q] |
| 8     | 10      | Домініка Цібулкова  | 3,330      | 10               | 10           | 3,330      | 1 коло, її перемогла Елісе Мертенс         |
| 9     | 8       | Олена Остапенко     | 4,130      | 10               | 390          | 4,510      | півфінал, її перемогла Сімона Халеп [2]    |
| 10    | 12      | Анджелік Кербер     | 3,236      | 120              | 65           | 3,181      | 2-ге коло, її перемогла Алізе Корне        |
| 11    | 11      | Агнешка Радванська  | 3,250      | 1,000            | 120          | 2,370      | 3 коло, її перемогла Дарія Касаткіна       |
| 12    | 18      | Петра Квітова       | 2,357      | 215              | 390          | 2,532      | півфінал, її перемогла Каролін Гарсія      |
| 13    | 14      | Крістіна Младенович | 3,090      | 65               | 10           | 2,981      | 1 коло, її перемогла Дуань Інін [WC]       |
| 14    | 16      | Коко Вандевей       | 2,764      | 10               | 10           | 2,764      | 1 коло знялася проти Дарія Гаврилова       |
| 15    | 17      | Слоун Стівенс       | 2,712      | 0                | 10           | 2,722      | 1 коло, її перемогла Крістіна Макгейл [Q]  |
| 16    | 19      | Анастасія Севастова | 2,295      | 10               | 10           | 2,295      | 1 коло, її перемогла Марія Шарапова [WC]   |

### Інші учасниці
Нижче наведено учасниць, які отримали вайлдкард на участь в основній сітці:
- Ежені Бушар
- Дуань Інін
- Марія Шарапова
- Ван Яфань
- Чжу Лінь

Такі учасниці отримали право на участь в основній сітці завдяки захищеному рейтингові:
- Слоун Стівенс

Нижче наведено гравчинь, які пробились в основну сітку через стадію кваліфікації:
- Лара Арруабаррена
- Дженніфер Брейді
- Медісон Бренгл
- Варвара Лепченко
- Магда Лінетт
- Крістіна Макгейл
- Андреа Петкович
- Каріна Віттгефт

### Знялись з турніру
До початку турніру
- Тімеа Бачинскі →її замінила  Донна Векич
- Кетрін Белліс →її замінила  Ван Цян
- Осеан Доден →її замінила  Моніка Нікулеску
- Медісон Кіз →її замінила  Шелбі Роджерс
- Ана Конюх →її замінила  Алісон Ріск
- Міряна Лучич-Бароні →її замінила  Юлія Путінцева
- Луціє Шафарова →її замінила  Сорана Кирстя
- Роберта Вінчі →її замінила  Наталія Віхлянцева
- Серена Вільямс →її замінила  Алізе Корне
- Вінус Вільямс →її замінила  Мона Бартель

### Завершили кар'єру
- Магда Лінетт
- Гарбінє Мугуруса
- Пен Шуай
- Магдалена Рибарикова
- Коко Вандевей

## Учасниці основної сітки в парному розряді

### Сіяні пари
| Країна            | Гравчиня             | Країна    | Гравчиня          | Рейтинг1 | Сіяна |
| ----------------- | -------------------- | --------- | ----------------- | -------- | ----- |
| Китайський Тайбей | Чжань Юнжань         | Швейцарія | Мартіна Хінгіс    | 5        | 1     |
| Росія             | Катерина Макарова    | Росія     | Олена Весніна     | 10       | 2     |
| Індія             | Саня Мірза           | КНР       | Пен Шуай          | 17       | 3     |
| Угорщина          | Тімеа Бабош          | Чехія     | Андреа Главачкова | 24       | 4     |
| Чехія             | Катерина Сінякова    | Чехія     | Барбора Стрицова  | 25       | 5     |
| Австралія         | Ешлі Барті           | Австралія | Кейсі Деллаква    | 28       | 6     |
| Канада            | Габріела Дабровскі   | КНР       | Сюй Їфань         | 37       | 7     |
| Німеччина         | Анна-Лена Гренефельд | Чехія     | Квета Пешке       | 42       | 8     |

- 1 Рейтинг подано станом на 25 вересня 2017

### Інші учасниці
Нижче наведено пари, які отримали вайлдкард на участь в основній сітці:
- Хань Сіньюнь /  Лян Чень
- Ван Цян /  Ван Яфань

Наведені нижче пари отримали місце як заміна:
- Лорен Девіс /  Алісон Ріск

### Відмовились від участі
До початку турніру
- Крістіна Младенович

## Переможці та фіналісти

### Одиночний розряд, чоловіки
- Рафаель Надаль —  Нік Киріос, 6–2, 6–1

### Одиночний розряд, жінки
- Каролін Гарсія —  Сімона Халеп, 6–4, 7–6(7–3)

### Парний розряд, чоловіки
- Генрі Контінен /  Джон Пірс —  Джон Ізнер /  Джек Сок, 6–3, 3–6, [10–7]

### Парний розряд, жінки
- Чжань Юнжань /  Мартіна Хінгіс —  Тімеа Бабош /  Андреа Главачкова, 6–1, 6–4